# Tabou flygplats
Tabou flygplats är en flygplats vid staden Tabou i Elfenbenskusten. Den ligger i den sydvästra delen av landet, 400 km sydväst om huvudstaden Yamoussoukro. Tabou flygplats ligger 12 meter över havet. IATA-koden är TXU och ICAO-koden DITB. Landningsbanan är av laterit.